# 추창민
추창민(1966년 ~ )은 대한민국의 영화 감독, 영화 각본가, 드라마 프로듀서이다.

## 학력
- 대구대학교 축산학과

### 영화
- 1998년 영화 《죽이는 이야기》 ... 연출부
- 1999년 영화 《태양은 없다》 ... 스크립터
- 2000년 영화 《행복한 장의사》 ... 조연출, 각본, 단역 - 동네 사장 역
- 2000년 영화 《사월의 끝》 ... 감독
- 2005년 영화 《마파도》 ... 각본, 감독
- 2006년 영화 《사랑을 놓치다》 ... 각본, 감독
- 2010년 영화 《그대를 사랑합니다》 ... 각본, 감독, 편집
- 2012년 영화 《광해, 왕이 된 남자》 ... 각색, 감독
- 2018년 영화 《7년의 밤》 ... 각색, 감독
- 2024년 영화 《행복의 나라》

### 드라마
- 2025년 DISNEY+ 오리지널 시리즈 《탁류》 ... 연출

## 수상
- 2012년 제49회 대종상 감독상 《광해, 왕이 된 남자》
- 2013년 제49회 백상예술대상 영화부문 작품상 《광해, 왕이 된 남자》
- 2013년 제49회 백상예술대상 영화부문 감독상 《광해, 왕이 된 남자》
- 2013년 제22회 부일영화상 부일독자심사단상 《광해, 왕이 된 남자》